# Discographie de Guns N' Roses
Pour un article plus général, voir Guns N' Roses.

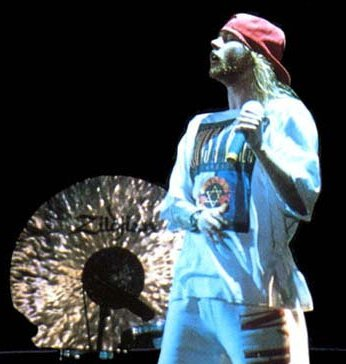
Axl Rose

Cet article présente la discographie du groupe de hard rock américain Guns N' Roses.

## Albums studio
| Année | Album                    | Classements            | Classements            | Classements           | Classements       | Classements            | Classements          | Classements          | Classements           | Classements          | Classements         | Classements          | Classements            | RIAA         | CRIA        | BPI         |
| Année | Album                    | Drapeau des États-Unis | Drapeau de l'Australie | Drapeau de l'Autriche | Drapeau du Canada | Drapeau de la Finlande | Drapeau de l'Irlande | Drapeau des Pays-Bas | Drapeau de la Norvège | Drapeau de l'Espagne | Drapeau de la Suède | Drapeau de la Suisse | Drapeau du Royaume-Uni | RIAA         | CRIA        | BPI         |
| ----- | ------------------------ | ---------------------- | ---------------------- | --------------------- | ----------------- | ---------------------- | -------------------- | -------------------- | --------------------- | -------------------- | ------------------- | -------------------- | ---------------------- | ------------ | ----------- | ----------- |
| 1987  | Appetite for Destruction | 1                      | 7                      | 1                     | 3                 | 4                      | 1                    | 1                    | 9                     | 1                    | 1                   | 7                    | 1                      | 18 × Platine | Diamant     | 2 × Platine |
| 1988  | GN'R Lies                | 2                      | 1                      | 25                    | 3                 | 2                      | 9                    | 2                    | 6                     | 2                    | 34                  | 5                    | 2                      | 5 × Platine  |             | Or          |
| 1991  | Use Your Illusion I      | 1                      | 2                      | 2                     | 1                 | 2                      | 1                    | 1                    | 3                     | 1                    | 3                   | 1                    | 2                      | 7 × Platine  | Diamant     | 5 × Platine |
| 1991  | Use Your Illusion II     | 1                      | 1                      | 2                     | 1                 | 3                      | 2                    | 1                    | 2                     | 5                    | 4                   | 2                    | 1                      | 7 × Platine  | 9 × Platine | 5 × Platine |
| 1993  | The Spaghetti Incident?  | 4                      | 1                      | 4                     | 3                 | 1                      | 9                    | 4                    | 2                     | 14                   | 2                   | 3                    | 2                      | Platine      | 3 × Platine | Or          |
| 2008  | Chinese Democracy        | 3                      | 57                     | 3                     | 1                 | 1                      | 3                    | 4                    | 2                     | 8                    | 19                  | 1                    | 2                      | Platine      | Platine     |             |

## Albums live
- Live Era: '87-'93 (1999)

## EPs
- Live ?!* @ Like a Suicide (1986)

## Compilations
| Année                             | Album                                                                           | Position dans les charts | Position dans les charts | Position dans les charts | Position dans les charts | Position dans les charts | Position dans les charts | Position dans les charts | Position dans les charts | Position dans les charts | Position dans les charts | Position dans les charts | Position dans les charts | Position dans les charts | Position dans les charts | Position dans les charts | Certifications |
| Année                             | Album                                                                           | US                       | AUS                      | AUT                      | DEN                      | FIN                      | IRE                      | ITA                      | NED                      | NOR                      | NZ                       | POR                      | SPA                      | SWE                      | Suisse                   | UK                       | Certifications |
| --------------------------------- | ------------------------------------------------------------------------------- | ------------------------ | ------------------------ | ------------------------ | ------------------------ | ------------------------ | ------------------------ | ------------------------ | ------------------------ | ------------------------ | ------------------------ | ------------------------ | ------------------------ | ------------------------ | ------------------------ | ------------------------ | --- |
| 1998                              | Use Your Illusion - Released: August 25, 1998 - Label: Geffen - Format: CD      | —                        | N/A                      | N/A                      | N/A                      | N/A                      | N/A                      | N/A                      | N/A                      | N/A                      | N/A                      | N/A                      | N/A                      | N/A                      | N/A                      | N/A                      | |
| 2004                              | Greatest Hits - Released: March 23, 2004 - Label: Geffen (9862108) - Format: CD | 3                        | 6                        | 1                        | 4                        | 1                        | 1                        | 2                        | 3                        | 1                        | 1                        | 7                        | 26                       | 2                        | 2                        | 1                        | - US: 4× Multi-Platinum - EU: 3× Platinum - UK: 3× Platinum - GER: Platinum - CAN: 2× Platinum - AUS: 3× Platinum - NL: Platinum - MEX: Gold - ARG: 2× Platinum - SWZ: Platinum - FIN: Platinum - AU: Gold |
| "—" pas classés dans les chartes. |                                                                                 |                          |                          |                          |                          |                          |                          |                          |                          |                          |                          |                          |                          |                          |                          |                          | |

## Singles
| 1987                                                           | It's So Easy              | —  | —  | —  | —  | —  | —  | —  | —  | —  | 84 | Appetite for Destruction   |
| 1987                                                           | Welcome to the Jungle     | 7  | 41 | —  | —  | 14 | —  | 6  | —  | —  | 24 | Appetite for Destruction   |
| 1988                                                           | Sweet Child O' Mine       | 1  | 11 | 11 | —  | 4  | 24 | 5  | 27 | 15 | 6  | Appetite for Destruction   |
| 1988                                                           | Paradise City             | 5  | 48 | —  | —  | 1  | 4  | 2  | 3  | 7  | 6  | Appetite for Destruction   |
| 1989                                                           | Nightrain                 | 93 | 74 | —  | —  | 2  | —  | 21 | —  | —  | 17 | Appetite for Destruction   |
| 1989                                                           | Patience                  | 4  | 16 | —  | 38 | 2  | 4  | 4  | —  | 16 | 10 | GN'R Lies                  |
| 1991                                                           | You Could Be Mine         | 29 | 3  | 8  | 5  | 2  | 5  | 2  | 2  | 2  | 3  | Use Your Illusion II       |
| 1991                                                           | Don't Cry                 | 10 | 5  | 1  | 22 | 1  | 1  | 2  | 9  | 3  | 8  | Use Your Illusion I        |
| 1991                                                           | Live and Let Die          | 33 | 10 | 27 | 33 | 5  | 12 | 1  | 15 | 19 | 5  | Use Your Illusion I        |
| 1992                                                           | November Rain             | 3  | 5  | 27 | 9  | 3  | 4  | 7  | 10 | 8  | 4  | Use Your Illusion I        |
| 1992                                                           | Knockin' on Heaven's Door | —  | 12 | 3  | 5  | 1  | 1  | 2  | 10 | 5  | 2  | Use Your Illusion II       |
| 1992                                                           | Yesterdays                | 72 | 14 | 18 | 23 | 5  | 6  | 7  | 16 | 19 | 8  | Use Your Illusion II       |
| 1993                                                           | Civil War                 | —  | 45 | —  | —  | 15 | 22 | 27 | —  | —  | 11 | Use Your Illusion II       |
| 1993                                                           | Ain't It Fun              | —  | —  | —  | 34 | 14 | 20 | 36 | 5  | 15 | 9  | The Spaghetti Incident?    |
| 1994                                                           | Estranged                 | —  | 40 | —  | —  | 7  | —  | 28 | 26 | 41 | —  | Use Your Illusion II       |
| 1994                                                           | Since I Don't Have You    | 69 | 47 | —  | —  | 16 | —  | 48 | 40 | —  | 10 | The Spaghetti Incident?    |
| 1994                                                           | Sympathy for the Devil    | 55 | 12 | 17 | 20 | 5  | 10 | 13 | 7  | 15 | 9  | Interview with the Vampire |
| 2008                                                           | Chinese Democracy         | 34 | 54 | 26 | 38 | 32 | —  | 27 | 2  | 11 | 27 | Chinese Democracy          |
| 2018                                                           | Shadow of Your Love       | —  | —  | —  | —  | —  | —  | —  | —  | —  | —  | Coffret Locked N' Loaded   |
| 2023                                                           | Perhaps                   | —  | —  | —  | —  | —  | —  | —  | —  | —  | —  |                            |
| "—" indique que le single n'est pas sorti ou n'est pas classé. |                           |    |    |    |    |    |    |    |    |    |    |                            |

## Bootlegs
Cette section a pour but d'établir une liste non exhaustive des bootlegs de Guns N' Roses en studio jusqu'à 1995.
Les bootlegs sont des enregistrements pirates d'un concert, de chansons en studio ou d'interviews sur un groupe spécifique.

### Bootlegs studios
- GNR Lies Outtakes
- GNR Sessions (86-87)
- GNR Sessions (87-91)
- Use Your Illusion Outtakes
- Ultra Rare Tracks I
- Ultra Rare Tracks II
- Ultra Rare Tracks III
- Ultra Rare Tracks IV
- Ultra Rare Tracks V
- Ultra Rare Tracks VI
- Ultra Rare Tracks VII
- GNR A capella : Appetite For Destruction
- GNR A capella : GNR lies
- GNR A capella : Use Your Illusion I
- GNR A capella : Use Your Illusion II
- GNR A capella : The spaghetti Incident
- Unwanted Illusions
- The Locomotive Incident
- GNR The best... ... is yet to come
- GN'R : The Story; From the begining to the years of destruction
- GN'R :  The Story, Volume 2
- Dead Horse
- GNR Use Your Illusion & Spaghetti incident sessions

### Démos et reprises les plus connues de l'époque des anciens Guns N' Roses
- Taxi Driver (époque Hollywood Rose)
- Anything Goes [Alt. Lyrics]
- Ain't Goin' Down (disponible dans le flipper Guns N' Roses)
- Mama Kin (reprise de Aerosmith)
- Jumpin' Jack Flash (reprise des Rolling Stones)
- Heartbreak Hotel (reprise de Elvis Presley)
- Too Much Too Soon
- Sentimental Movie
- Crash Diet
- Just Another Sunday
- Bring It Back Home